# Rasmus Nielsen (filosof)
 Der er flere personer med dette navn, se Rasmus Nielsen.
Rasmus Nielsen (4. juli 1809 – 30. september 1884) var en dansk filosof, først tilhænger af det hegelske system, siden påvirket af Søren Kierkegaard og som i 1860'erne med sit hovedskrift Grundideernes Logik gav anledning til en strid om tro og viden og derved kaldte den unge generation frem, blandt andet Georg Brandes og Harald Høffding. Bag disse unge angribere af Nielsens forsøg på at forsone videnskab og religion anes filosofiprofessoren og venstre-hegelianeren Hans Brøchner

## Opvækst og uddannelse
Rasmus Nielsen blev født i Roerslev ved Middelfart, hvor faderen, Niels Berthelsen (født 1785, død 1847), var husmand; moderen var Anna Catarina Rasmusdatter (født 1784, død 1854). Stedets præst E. F. Thorup blev opmærksom på den livlige og begavede dreng, underviste ham først selv i nogle år og satte ham derpå, 20 år gammel, i Viborg Katedralskole, hvorfra han 1832 kom til universitetet i København. Her blev han del af den Holst-Jacobsenske familiekreds i Brolæggerstræde, initieret af Laura Holst og hendes svigermor Caroline Jacobsen. Han studerede teologi og blev i 1837 kandidat med udmærkelse, forsvarede 1840 for den teologiske licentiatgrad sin afhandling De speculativa historiæ sacræ tractandæ methodo og holdt derefter som privatdocent et års tid teologiske forelæsninger.
Allerede 1841 blev han imidlertid ansat som professor i filosofi efter Poul Martin Møllers død 1838, og som filosofisk universitetslærer virkede han derefter i over 40 år, indtil han 1883, kort før sin død, trykket af alderen tog sin afsked. 1837 havde han ægtet Edle Margrethe Nielsen (født 1815 død 1893), en udenægteskabelig datter af kammerherre, stiftamtmand over Viborg Stift Niels Sehested.

## Universitetsvirksomhed
Han begyndte sin universitetsvirksomhed som en ivrig tilhænger af det hegelske system og den hegelske spekulative metode. I denne ånd er alle hans første arbejder skrevet, både de teologiske og de filosofiske. Til denne gruppe hører, foruden den netop nævnte afhandling for licentiatgraden, en kommentar over Paulus' Brev til Romerne (1841), en ufuldendt Spekulativ Logik (1841-44), Forelæsningsparagrafer til Kirkehistoriens Filosofi (1843) og Den propædevtiske Logik (1845).
Samtidig havde imidlertid Søren Kierkegaard begyndt sin glimrende forfatterbane og havde blandt andet i de to skrifter Filosofiske Smuler ogUvidenskabelig Efterskrift både med lyrikkens, ironiens og logikkens våben bekæmpet de hegelske religionsfilosofiske anskuelser. Disse arbejder såvel som Kierkegaards øvrige forfatterskab øvede en afgørende indflydelse på Nielsen. Han opgav de
hegelske resultater, først og fremmest på det religionsfilosofiskeområde, og sluttede sig her nærmest til Kierkegaard.
Den hegelske forsoning mellem Tro og Viden, der simpelthen var tilvejebragt ved en vidtgående forflygtigelse af troen, forkastes. Troen bliver som hos Kierkegaard troen på det paradokse og al spekulativ teologi, ja al teologi dermed umulig. Nielsen udtaler disse anskuelser først i Evangelietroen og den moderne Bevidsthed (1849) og senere i Magister Kierkegaards "Johannes Climacus" og dr. Hans Martensens Kristelige Dogmatik (1849), et stridsskrift, hvori han begyndte den polemik mod den Martensenske dogmatik, der glimtvis fortsattes gennem næsten alle hans følgende skrifter.
I Dr. H. Martensens dogmatiske Oplysninger belyste (1850), Evangelietroen og Theologien (1850), Et Levnedsløb i Underverdenen (1853, pseudonymt), Skæbne og Forsyn (1853), Om personlig sandhed og sand Personlighed (1854), Om Theologiens Naturbegreb med særligt hensyn til Malebranche (i universitetsprogram 1855) fremsætter han yderligere sine anskuelser på det religionsfilosofiske område.

## Påvirkningen fra Søren Kierkegaard
Påvirkningen fra Kierkegaard fik imidlertid endnu mere vidtgående følger. Nielsens tro på den hegelske læres indhold var rokket. Ligesom på det religiøse område således var dette indhold ham nu også på de øvrige områder for abstrakt og fjernt fra virkeligheden. For at finde et sandere indhold for sin filosofi kastede Nielsen sig derfor med iver over studiet af de forskellige fagvidenskaber, særlig matematikken og naturvidenskaberne, og søgte at frugtbargøre den derved indhøstede erkendelse for sin tænkning.
Han udgav et par afhandlinger: Filosofi og Mathematik (1857) og Mathematik og Dialektik (1859), der pådrog ham en fejde med matematikeren Adolph Steen, og han fremsatte resultatet af sine sidstnævnte studier først i Filosofisk Propædevtik i Grundtræk (1857), derefter i Forelæsninger over filosofisk Propædevtik 1860-61 og 1861-62 og endelig i hovedskriftet Grundideernes Logik, hvoraf første del udkom 1864, anden del 1866, medens det på mange dele beregnede værk i øvrigt blev ladt ufuldendt.

## Striden om tro og viden
I slutningen af tresserne blussede striden om Tro og Viden atter op. Nielsen deltog i den med flere mindre afhandlinger og det mod Martensen rettede skrift: Om 'den gode Vilje' som magt i Videnskaben (1867). Efter indbydelse fra Norge holdt han dernæst i efteråret 1867 ved Christiania Universitet en række forelæsninger, der ligeledes væsentlig drejede sig om forholdet
mellem Tro og Viden og det følgende år udgaves under titlen: Om Hindringer og Betingelser for det åndelige Liv i Nutiden. 1869 udgav han endelig under titlen Religionsfilosofi en systematisk fremstilling af de anskuelser, han efterhånden havde udformet sig angående religionen (kristendommen) og dens forhold til videnskaben.
Som udspringende fra «absolut uensartede Principper» kunne tro og viden begge rummes inden for samme bevidsthed, mener han, og skønt «Troen» endnu væsentlig er den kierkegaardske paradoksale tro, der umuliggør al dogmatik, skal den dog kunne gøres til genstand for fremstilling og belysning i religionsfilosofien, der er en «omvendt Videnskab». Foruden forskellige mere populære skrifter udgav han endnu 1873: Natur og ånd, et bidrag til en med fysikken stemmende Naturfilosofi, og endelig gav han i Almindelig Videnskabslære i Grundtræk (1880) et kort overblik over sine samtlige anskuelser. En lignende
kort fremstilling af sin «theistiske Logik» (Grundideernes Logik i kort Begreb) havde han for øvrigt, særlig til brug for de studerende, udgivet 1870.
Og til denne betydelige række strengere filosofiske skrifter knyttede sig endnu et ikke ringe antal populære afhandlinger, til dels foranledigede ved hans talrige forelæsninger for en bredere tilhørerkreds. 1863 udkom hans glimrende tale ved universitetsfesten: Den stærkeres Ret, 1867 Om Holbergs Kirkehistorie og Om Tilværelsens ideelle magter: Skæbne og Forsyn, 1870 Tale ved Festen til Thorvaldsens Minde, 1874 Om Betingelserne for en kraftig Vilje, 1875 Folkelige Foredrag og Om Liv og Haab, 1876 Fantasiens Magt, 1877 Om Aandsdannelse og Om Samfundets Vilkaar, 1878 Gamle og nye Profeter, 1879 Adam Oehlenschläger og 1880 Om Arbejdets Betydning for det aandelige Liv.
1869 stiftede han i forbindelse med Bjørnstjerne Bjørnson og Rudolf Schmidt tidsskriftet For Idé og Virkelighed, hvori han har skrevet en hel del afhandlinger.
Tidsskriftet ophørte 1873. 1880-81 var han universitetets rektor og skrev i den anledning i universitetsprogrammet Om det oprindelige Forhold mellem Religion og Videnskab.

## Vurdering
1879 var han blevet kommandør af Dannebrog, og ved sin fratrædelse 1883 blev han konferensråd. 1868 udnævntes han til æresdoktor ved Lunds Universitet, og 1876 blev han medlem af Videnskabernes Selskab. Nielsen var en i mange henseender rigt udrustet personlighed. Han var i besiddelse af en sprudlende fantasi, en betydelig skarpsindighed, rig følelse, varm interesse for alle livets hovedproblemer og en ualmindelig fremstillingsevne både i skrift og tale.
Med spillende vid og kåd humor formåede han at krydre selv det tørreste og abstrakteste emne, så at han fængslede endog de tilhørere og læsere, der kun rent overfladisk anede, hvorom det hele drejede sig. Og han fandt i den hegelske «Dialektik» en klinge, der var som skabt til hans arm, men som tillige netop af denne grund blev ham en skæbnesvanger hjælper, idet dens tilsyneladende så glimrende resultater gjorde ham blind for de væsentlige mangler, der vedblivende hæftede ved hans forskning
og efterhånden trådte så tydelig frem på overfladen, at de bleve synlige for omtrent alle andre end forfatteren selv.
Så naturligt faldt det hegelske våben i hans hånd, så nøje passede det til netop alle hans mest fremtrædende ejendommeligheder, at hverken den rammende kritik, som allerede Poul Møller havde givet af den hegelske metode, eller det brud med lærens indhold, som Kierkegaard foranledigede hos ham, eller det bad, han senere tog sig i fagvidenskabernes kritiske bølger, formåede at indgyde ham mistillid til det; han vedblev tillidsfuldt at bruge det til sin død. Og dette står i forbindelse med en vis begrænsning i hans begavelse.
Han var ingenlunde blottet for kritisk skarpsindighed; men denne var af en ejendommelig kortsynet, utålmodig art og manglede evne til den store overskuen. Med glimrende virtuositet kunne den blotte modsigelser hos modstandere, med genial opfindsomhed kunne den kaste sig over forsvaret af et truet punkt hos forfatteren selv, men den var da så optaget af sit øjeblikkelige arbejde, at den uden at mærke det kunne give
en hel snes andre punkter til pris blot for i øjeblikket at frelse det truede.

## Mangel på omhu og udholdenhed, det vil sige:kritisk besindighed
I kække, umiddelbare syner vandt Nielsen sine resultater. Objektivt at prøve deres rigtighed, før han slog dem fast, eller tålmodigt at føre læseren fra et eller andet sikkert udgangspunkt
gennem lutter logisk nødvendige skridt til disse tinder var en sag, der lå ham for lavt; dertil manglede han omhu og udholdenhed, det vil sige: kritisk besindighed. Hvad han skulle give sig af med, måtte i øjeblikket have hele hans brændende interesse; det var ham derfor så vanskeligt at udarbejde sine tanker ligeligt og med stadig overskuen af samtlige led. At flere af hans arbejder, blandt andet hovedværket Grundideernes Logik, kun blev vildtformede tilløb, kan derfor ikke overraske.
Den frodige friskhed, hvormed han trådte frem på skuepladsen som forkæmper for de hegelske ideer, forskaffede ham naturligvis snart en betydelig tilslutning. I så godt humør havde hegelianismen hverken vist sig hos Johan Ludvig Heiberg eller hos Martensen. Og da han til den hegelske form knyttede det kierkegaardske indhold, blev beundringen selvfølgelig endnu større. Det var for mange toppunktet af videnskabelighed, det her var lykkedes forfatteren at forbinde med toppunktet af religiøsitet, så fuldt og ubetinget, som hidtil ingen havde drømt om.
Et truende punkt var ganske vist endnu tilbage, idet de forskellige fagvidenskabers repræsentanter med stedse stigende styrke lod hånt om de hegelske anskuelser på deres forskellige områder. Men da Nielsen efter at have sat sig omhyggeligt ind i de forskellige fagvidenskabers metoder og resultater også gav sig til at forbedre systemet på dette punkt, syntes alt i orden, og Nielsen stod nu på sin berømmelses tinde, hyldet ikke blot af den studerende ungdom og «de dannedes» store mængde, men tillige af en ikke ringe kreds af mere selvstændige og kyndige tilhængere.
At de særlig kritiske naturer allerede nu tvivlende rystede på hovedet, hjalp foreløbig ikke. Nielsen havde fortryllet sin kreds, og den vedblev endnu i en årrække at være ham trofast. Først i slutningen af tresserne begyndte et alvorligere omslag. 1866 udgav Georg Brandes Dualismen i vor nyeste Filosofi, 1867 bragte Sophus Heegaards Professor R. Nielsens Lære om Tro og Viden og Martensens Om Tro og Viden, og 1868 kom Hans Brøchners Problemet om Tro og Viden og Et Svar til Professor R. Nielsen, lutter arbejder, der alle med sikker hånd blottede metodens og de opstillede resultaters
uholdbarhed. Også Christianiaforelæsningerne blev fra norsk side gjort til genstand for en lignende kritik, og skønt forfatteren værgede sig tappert og på enkelte områder med afgjort overlegenhed, var det dog for enhver kyndig indlysende, at slaget var tabt.
Var dette angreb kommet i hans yngre dage, ville det mulig kunne have åbnet hans øjne for det upålidelige i den metode, han så uforbeholdent havde hengivet sig til; men den 60-årige mand var for gammel til at lære, og i sine efterfølgende arbejder står han derfor ofte nok som en art sidste mohikaner for den hegelske dialektik i Danmark. Mere og mere vendte han sig i disse år til de grundtvigske kredse, uden at det dog heller her, som det synes, lykkedes ham at vinde egentlig dybere tilslutning.
Men har Nielsen end således ikke sin fremragende betydning ved det filosofiske system, han efterlod sig, så var han dog ikke desto mindre en fremragende personlighed, ja sikkert en af de betydeligste i sin samtid i Danmark. Det egentlig systematiske lå ham vel endog ualmindelig fjernt; men som den vækkende, opildnende og befrugtende universitetslærer søgte han forgæves sin lige. Her kom alle hans evner ham til gode.
Hans sprudlende veltalenhed, hans varme følelse for alle livets højeste idealer, hans rige lune, hans ejendommelige evne til at tale konkret og levende om selv det mest abstrakte, alt forenede sig for uimodståeligt at fængsle tilhøreren og tvinge ham til at lytte. Og denne vækkende og opdragende indflydelse på landets studerende ungdom øvede han med usvækket kraft og iver næsten lige til
det sidste, gennem næsten et halvt århundrede.
Grane skriver om Rasmus Nielsens betydning 

"... Samtidig med striden om Martensens dogmatik, uafhængig heraf, var han begyndt sin lange kamp mod teologien. Den gjaldt ikke (som Sibberns) den religiøse frihed i forhold til den kirkelige kristendom, men bekæmpelsen af den "videnskabelige" teologi som en uting. 

Allerede i "Evangelietroen og den moderne Bevidsthed fra 1849 havde han bestridt forenigligheden af evangeliet og den naturvidenskabelige tilgang til verden, og snart gik han over til at hævde umuligheden af en videnskabelig teologi på de traditionelle betingelser. 

Optagetheden af sondringen mellem persomlig sandhed og videnskabelig erkendelse førte Rasmus Nielsen ind på studiet af matematik og naturvidenskab. Således rustet begyndte han i 1863 udgivelsen af "Grundideernes Logik der udløste den store strid om tro og viden i slutningen 1860'erne. 

For teologien fik denne strid den betydning at den afslørede for den interesserede offentlighed, hvor omstridte disse spørgsmål var. Striden medførte, at det blev langt lettere end tidligere at stille sig afvisende eller skeptisk, ikke blot til teologien, men til kristendommen, uden at man derved måtte give afkald på borgerlig agtelse. ..."